# Obunden samling
Obunden samling på Åland (ObS) er et borgerlig politisk parti på Åland. Det har ingen specifik ideologi, men bliver ofte opfattet som konservativt. Obunden samling blev dannet i 1987 af en gruppe unge udbrydere fra Åländsk Center. I 2013 besluttede det meste af partiet, deriblandt lagtingsgruppen på fire og partiets ministre, at gå ind i Moderaterna på Åland. Tidligere leder i Obunden samling, Gun-Mari Lindholm, blev gruppeleder for Moderaterna.